# Zoltán Kammerer
Zoltán Kammerer (Vác, 10 maart 1978) is een Hongaars kanovaarder. 
Kammerer maakte op achttienjarige leeftijd zijn olympische debuut in Atlanta, hij strandde in de halve finale van de K-1 1000 meter.
In 1997 werd Kammerer wereldkampioen in de niet olympische K-4 500 meter en twee later werd Kammerer wereldkampioen in de olympische K-4 1000 meter.
Tijdens de Olympische Zomerspelen 2000 in het Australische Sydney won Kammerer samen met Storcz de gouden medaille in de K-2 500 meter en de K-4 100 meter. Vier jaar later prolongeerde Kammerer met exact dezelfde ploeggenoten zijn olympische titel in de K-4 1000 meter.
In 2006 werd Kammerer wereldkampioen in de K-4 1000 meter in eigen land.
Tijdens de Olympische Zomerspelen 2008 behaalde Kammerer zowel op de K-2 500 meter als op de K-2 1000 meter de ondankbare vierde plaats.
In 2012 won Kammerer olympisch zilver op de K-4 1000 meter.

## Belangrijkste resultaten

### Olympische Zomerspelen
| Editie | Plaats  | Resultaten                |
| ------ | ------- | ------------------------- |
| 1996   | Atlanta | halve finale K-1 1000m    |
| 2000   | Sydney  | K-2 500m K-4 1.000m       |
| 2004   | Athene  | 5e K-2 500m K-4 1.000m    |
| 2008   | Peking  | 4e K-2 500m 4e K-2 1.000m |
| 2012   | Londen  | 5e K-2 500m K-4 1.000m    |

### Wereldkampioenschappen vlakwater
| Jaar | Plaats      | Resultaten           |
| ---- | ----------- | -------------------- |
| 1997 | Dartmouth   | K-4 500m             |
| 1999 | Milaan      | K-4 1000m · K-4 500m |
| 2001 | Poznań      | K-4 1000m            |
| 2002 | Sevilla     | K-2 1000m            |
| 2003 | Gainesville | K-4 1000m            |
| 2006 | Szeged      | K-2 1000m · K-2 500m |
| 2007 | Duisburg    | K-2 1000m · K-2 500m |
| 2009 | Dartmouth   | K-2 500m             |
| 2010 | Poznań      | K-2 1000m            |
| 2014 | Moskou      | K-4 1000m            |
| 2015 | Milaan      | K-4 1000m            |
| 2017 | Račice      | K-4 1000m            |

1976: Joachim Mattern & Bernd Olbricht ·
1980: Vladimir Parfenovitsj & Sergej Tsjoechrai ·
1984: Ian Ferguson & Paul MacDonald ·
1988: Ian Ferguson & Paul MacDonald ·
1992: Kay Bluhm & Torsten Gutsche ·
1996: Kay Bluhm & Torsten Gutsche ·
2000: Zoltán Kammerer & Botond Storcz ·
2004: Ronald Rauhe & Tim Wieskötter ·
2008: Saúl Craviotto & Carlos Pérez ·
2024: Max Lemke & Jacob Schopf
1964: Anatoli Grisjin & Vjatsjeslav Ionov & Vladimir Morozov & Nikolai Tsjoezjikov ·
1968: Steinar Amundsen & Tore Berger & Jan Johansen & Egil Søby ·
1972: Valeri Didenko & Joeri Filatov & Vladimir Morozov & Joeri Stetsenko ·
1976: Aleksandr Degtjarev & Joeri Filatov & Vladimir Morozov & Sergej Tsjoechrai ·
1980: Bernd Duvigneau & Rüdiger Helm & Harald Marg & Bernd Olbricht ·
1984: Grant Bramwell & Ian Ferguson & Paul MacDonald & Alan Thompson ·
1988: Attila Ábrahám & Ferenc Csipes & Zsolt Gyulay & Sándor Hódosi ·
1992: Mario von Appen & Oliver Kegel & Thomas Reineck & André Wohllebe ·
1996: Detlef Hofmann & Thomas Reineck & Olaf Winter & Mark Zabel ·
2000: Gábor Horváth & Zoltán Kammerer & Botond Storcz & Ákos Vereckei ·
2004: Gábor Horváth & Zoltán Kammerer & Botond Storcz & Ákos Vereckei ·
2008: Abalmasaw & Litvintsjoek & Machnew & Pjatroesjenka ·
2012: Jacob Clear & Dave Smith & Tate Smith & Murray Stewart ·
2016: Marcus Groß & Max Hoff & Tom Liebscher & Max Rendschmidt